# Gilbert Garcera
Gilbert Garcera (Magarao, 2 februari 1959) is een Filipijnse rooms-katholieke geestelijke. Garcera was van 2007 tot 2017 bisschop van Daet. Sinds 2017 is hij aartsbisschop van Lipa.

## Biografie
Gilbert Garcera werd geboren op 2 februari 1959 in Magarao in de Filipijnse provincie Camarines Sur. Na zijn middelbare schoolopleiding aan de Holy Rosario Minor-seminarie in Naga studeerde Garcera Filosofie en Theologie aan de Holy Rosary Major-seminarie . Hij werd op 29 mei 1983 tot priester gewijd door de aartsbisschop van Caceres, Teopisto Alberto. Op 4 april 2007 benoemde paus Benedictus XVI hem tot bisschop van Daet. Op 29 juni 2007 werd hij in Santo Domingo Church in Quezon City door aartsbisschop Leonard Legaspi tot bisschop gewijd. Op 2 februari 2017 benoemde paus Franciscus Garcera tot aartsbisschop van Lipa als opvolger van Ramon Argüelles.